# Biskop Henriks bönehus

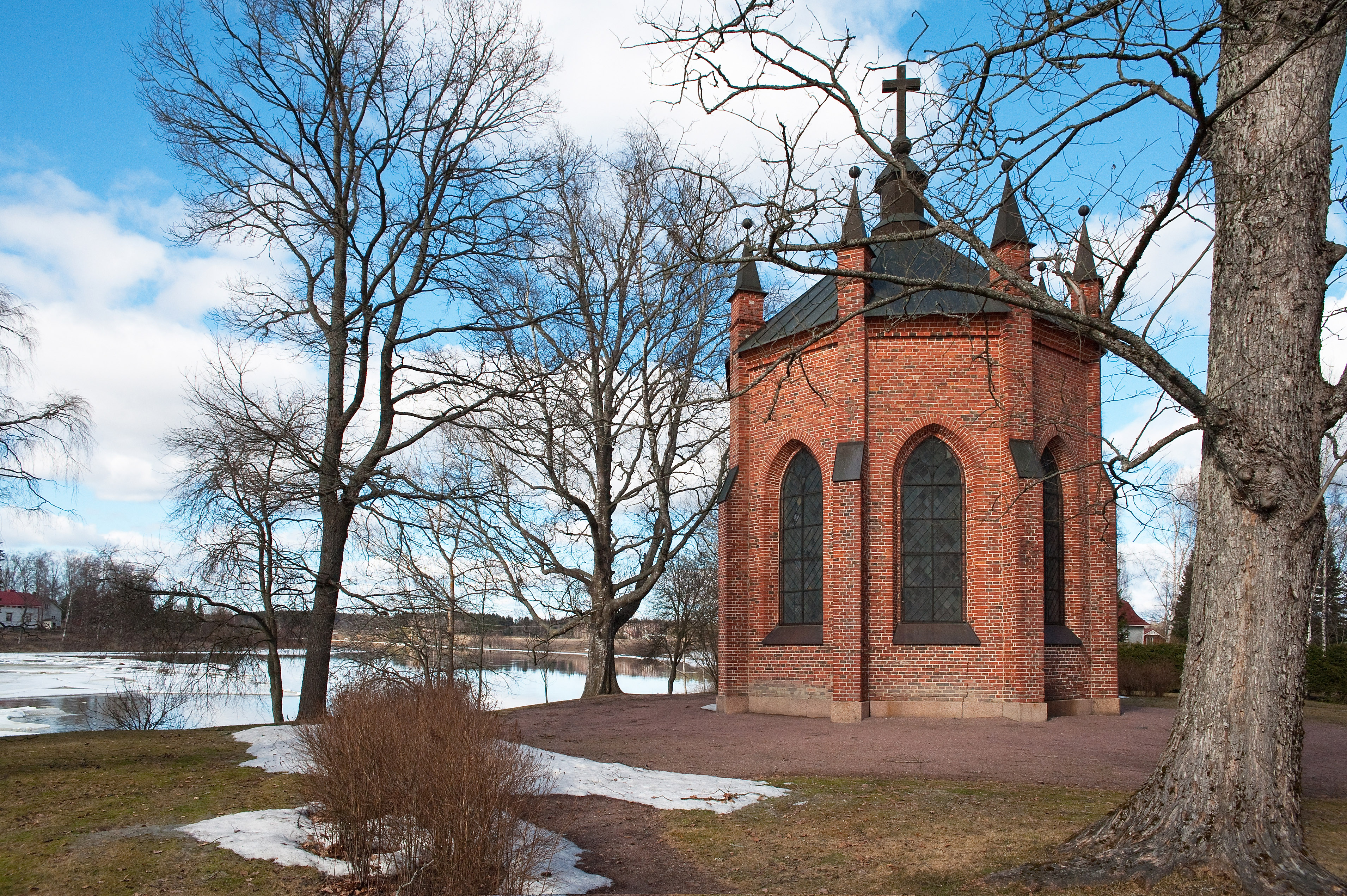
Biskop Henriks bönehus ligger inne i ett tegelkapell som byggdes 1857.

Biskop Henriks bönehus (fi: Pyhän Henrikin saarnahuone) är ett litet bönhus, uppfört i trä, som ligger i Kumo stad i Finland.
Enligt traditionen tillbringade biskop Henrik sin sista natt i byggnaden innan han mördades av bonden Lalli på isen av Kjulo träsk i 20 januari 1156. Bönehuset är skyddat av en nygotisk tegelbyggnad som är ritad av den svenskfödde arkitekten Pehr Johan Gylich och invigdes 1857.
Biskop Henriks bönehus ligger vid Kumo älv i Ylistaro by som är platsen för den medeltida marknadsplatsen Telje. De äldsta daterade stockarna i bönhuset har fällts 1472–1473. Eftersom alla stockar inte är daterade med C14-metoden är det möjligt att vissa av dem kommer från biskop Henriks tid på 1100-talet. Under alla förhållanden är byggnaden den äldsta träbyggnaden i Finland.
Under medeltiden var bönehuset ett viktigt pilgrimsmål. Det var en del av pilgrimsvandringen som kallades S:t Henriksleden. I dag är Biskop Henriks bönehus en etapp vid Sankt Henriks ekumeniska pilgrimsvandring varje juni.